# Limenitis exanima
Limenitis exanima är en fjärilsart som beskrevs av Hans Fruhstorfer 1915. Limenitis exanima ingår i släktet Limenitis och familjen praktfjärilar. Inga underarter finns listade i Catalogue of Life.